# One:1
One:1 er en sportsvogn produceret af Koenigsegg. Bilen blev præsenteret i marts 2014 ved Geneva Motor Show. Koenigsegg vil bygge seks kopier af modellen, hvor fremvisningsmodellen som blev præsenteret på Geneva Motor Show ikke tæller med. Alle kopierne er allerede solgt. Koenigsegg bragte to kopier med til Goodwood Festival of Speed 2014, hvor den blev vist ved siden af andre superbiler som eksempel McLaren P1, Ferrari LaFerrari, Porsche 918 og Pagani Huayra.
Navnet One:1 kommer fra den samlede antal krafter (1360 HK) matchede den samlede vægt (1360 kg), som giver modellen en ratio på 1HK/1KG(1 hestekraft pr 1 kilogram). 1360 HK giver det samme output som en megawatt, hvilket bilmodellens udvikler påstår gør den til "world's first megacar"(verdens første megabil, red.). Bilens hovedfokus har været større på at gøre det til en bil beregnet til racerbaner end de tidligere biler af Koenigsegg. Koenigsegg måtte ofre nogle ting for at gøre det muligt at nå deres mål med bilen.
Koenigsegg One:1 er udstørret med en variant af den samme 5.0-liter twin-turboladede V8 motor som har været brugt i alle Koenigsegg Agera'er. Den producere 1,360 HK (1,000 kW) ved 7500 rpm og 1,371 N·m (1,011 lb-ft) af (drejnings)moment ved 6000 rpm. Motorens totaltvægt er på intet mere ind 197 kilogram takket være kulfiber interiør og aluminiums skellettet. Gearkassen er en 7-trins dobbel-kobling.
Prisen her hjemme er omkring de godt 45 millioner kr med de danske vejafgifter på 180% og moms på 25%.
| 0-100 | 0-200 | 0-300 | 0-400 |
| ----- | ----- | ----- | ----- |
| 2.5   | x     | x     | 20    |

Fart er angivet i km/t. Tid er angivet i sekunder.